# Albuna pyramidalis
Albuna pyramidalis is een vlinder uit de familie wespvlinders (Sesiidae), onderfamilie Sesiinae.
Albuna pyramidalis is voor het eerst wetenschappelijk beschreven door Walker in 1856. De soort komt voor in het Nearctisch gebied.